# Journal of Anesthesia
Journal of Anesthesia is een Japans, aan collegiale toetsing onderworpen wetenschappelijk tijdschrift op het gebied van de anesthesiologie. De naam wordt in literatuurverwijzingen meestal afgekort tot J. Anesth. Het wordt uitgegeven door Springer Science+Business Media en verschijnt 4 keer per jaar.